# Tom Putt (manzana)
'Tom Putt es el nombre de una variedad cultivar de manzano (Malus domestica). Un híbrido de manzana triploide de Parentales desconocidos. Criado por el reverendo Tom Putt, rector de Trent, Somerset a fines del siglo XVIII. Las frutas tienen pulpa crujiente, jugosa y ácida. Cocina bien y  produce una sidra picante.

## Sinonimia
- "Coalbrook",
- "Devonshire Nine Square",
- "Izod's Kernel",
- "January Tom Putt",
- "Jeffrey's Seedling",
- "Jeffreys' Seedling",
- "Marrow Bone",
- "Ploughman",
- "Thomas Jeffreys",
- "Thos. Jeffreys",
- "Tom Potter".[5]

## Historia
'Tom Putt' es una variedad de manzana, híbrido de manzana Triploide de Parentales desconocidos. La manzana está asociada con "Combe House" en Gittisham. Según la correspondencia enviada a Devon y Cornwall (Notes and Queries), se suponía que la manzana Tom Putt recibió el nombre de un terrateniente del siglo XVIII, Thomas Putt de Combe, que murió en 1787 y fue apodado "Black Tom". Putt, un abogado, tiene fama de haber perfeccionado la variedad y también se dice que ganó premios por sus árboles frutales en ferias agrícolas en Honiton. Sin embargo, los productores de mayor edad en Somerset, según Harold Taylor en "The Apples of England", contaron la historia de que el Putt conmemorado por la manzana era un rector, el reverendo "Thomas Putt de Trent", sobrino de Thomas Putt de Combe.  Es posible que "Black Tom" Putt desarrolló primero la variedad y posteriormente le dio un árbol a su sobrino.
'Tom Putt' está cultivada en diversos bancos de germoplasma de cultivos vivos tales como en National Fruit Collection (Colección Nacional de Fruta) de Reino Unido con el número de accesión: 1921-084 y nombre de accesión 'Tom Putt'. También se encuentra ejemplares vivos en el huerto colección de manzanas para la elaboración de sidra del "Tidnor Wood National Collection® of Malus".

## Características
'Tom Putt' es un árbol de un vigor moderadamente vigoroso, con un hábito extendido. Buen cultivo, produce una buena cosecha anualmente. Tiene un tiempo de floración que comienza a partir del 5 de mayo con el 10% de floración, para el 10 de mayo tiene una floración completa (80%), y para el 18 de mayo tiene un 90% caída de pétalos.
'Tom Putt' tiene una talla de fruto de medio a grande; forma cónica redondeada aplanada, a veces con contorno irregular aplanada con una altura promedio de 63,04 mm y una anchura de 78,02 mm; con nervaduras fuertes y corona media; epidermis tiende a ser dura suave con color de fondo es verde con un sobre color rojo lavado en el rostro expuesto al sol, importancia del sobre color medio a alto, y patrón del sobre color rayado / jaspeado, algunas manchas de ruginoso-"russeting", especialmente alrededor de la cavidad del tallo, presenta escasas lenticelas medianas a pequeñas, ruginoso-"russeting" (pardeamiento áspero superficial que presentan algunas variedades) bajo; cáliz es grande y cerrado, asentado en una cuenca estriada de profundidad media y estrecha que está rodeada por una corona nudosa; pedúnculo es de longitud corto y de un calibre algo delgado, colocado en una cavidad profunda y en forma de embudo, presenta en sus paredes mancha de ruginoso-"russeting", desarrolla una untuosidad moderada a medida que madura; la carne es amarillenta, con manchas rojas, textura de grano grueso,  crujiente, sabor moderadamente jugoso y ácido.
Su tiempo de recogida de cosecha se inicia a principios de septiembre. Se mantiene bien hasta tres meses en cámara frigorífica.

## Progenie
'Tom Putt' tiene en su progenie como Desporte, a la nueva variedad de manzana:
- 'Sidney Strake'

## Usos
Como muchas otras variedades de Devon, se clasifica como una variedad de tipo "ácida" (ºBrix: 9) en la clasificación estándar de manzanas para sidra, siendo baja en tanino (Taninos: <0.2) y alta en ácido (Acidez: >0.45). Se describe como un ácido suave que produce una sidra seca limpia, fina y picante. Es buena para la elaboración de sidra de mezcla polivarietal.
Una excelente manzana para comer en postre de mesa, también utilizada para cocinar, y hace excelentes jugos de manzana

## Ploidismo
Triploide, polen estéril. Grupo de polinización: C, Día 10.